# Barke (Libyen)
Barke (altgriechisch Βάρκη, lateinisch Barca, italienisch Barce, französisch Barqa, arabisch برقة) war eine antike griechische Kolonie und später römische, dann byzantinische Stadt in Nordafrika, auf dem Gebiet des heutigen Libyen. Es war die Vorgängerstadt des heutigen al-Mardsch.

## Lage
Als griechische Stadt gehörte Barke zur Pentapolis der Kyrenaika und zur Stadt Kyrene. Es ist nicht zu verwechseln mit „Barca“ oder „Barqah“, die andere Namen der Provinz Cyrenaica sind.
Nach Meinung vieler Archäologen ist das antike Barke identisch mit dem modernen al-Mardsch, Alexander Graham dagegen verortet es in Tolmeitha (Ptolemais).
1911 eroberte Italien die Stadt von den Türken. Auf der kyrenischen Hochebene gelegen war Barca – auch al-Dschabal al-Achdar oder „Montagna Verde“ genannt – ein größeres Zentrum der italienischen Kolonisierung in Cyrenaica.

## Geschichte
Das Christentum gelangte von Ägypten aus in die nordafrikanische Pentapolis. Ab dem Konzil von Nizäa von 325 wurde Cyrenaica als eine Kirchenprovinz unterhalb Alexandria festgelegt, entsprechend den Vorschriften der Kirchenväter von Nizäa. Dem Patriarchen der koptischen Kirche untersteht bis zum heutigen Tage die Pentapolis.
Nach häufiger Zerstörung und dem Wiederaufbau während der römischen Zeit wurde es ein größerer Distrikt und ein Bistum. Dessen Bischof Zopyros war Teilnehmer des Konzil von Nizäa im Jahr 325. In den Niederschriften von Ephesus (431) und Chalcedon (451) sind die Namen zweier anderer Bischöfe zu finden, Zenobius und Theodorus.
Barca gehörte zum Exarchat von Afrika, bis es 643/644 während der islamischen Eroberung Nordafrikas von den Arabern erobert wurde. Ursprünglich war Barca Hauptstadt der gleichnamigen Provinz Barqah des Kalifats. Als die Osmanen die Region 1521 eroberten, wurde die Provinz nach der türkischen Namensform „Barka“ benannt, aber die Stadt blieb nicht Provinzhauptstadt.
Das römisch-katholische Titularbistum Barca ist nach Barke benannt. Die Eparchie der westlichen Pentapolis gehört zur koptisch-orthodoxen Kirche von Alexandria, da der Patriarch von Alexandrien der Patriarch von Afrika ist. Die zweithöchste Position in der Heiligen Synode der koptisch-orthodoxen Kirche nach dem Patriarchen ist der Metropolit der westlichen Pentapolis.
Die heutige Stadt an dieser Stelle, al-Mardsch (Hauptstadt des Munizips al-Mardsch), entstand rings um ein türkisches Fort des 19. Jahrhunderts. Die Stadt wurde von Italienern während der Kolonialzeit in Libyen gegründet und hat heute 120.000 Einwohner. Die italienische Stadt wurde 1963 bei einem Erdbeben zerstört und ist heute größtenteils verlassen. Von dem antiken Ort sind keine Reste mehr sichtbar, während Funde italienischer Archäologen im nahegelegenen Museum von Ptolemais (Tolmeitha) zu sehen sind.